# Propimelodus eigenmanni
Propimelodus eigenmanni är en fiskart som först beskrevs av Van der Stigchel, 1946.  Propimelodus eigenmanni ingår i släktet Propimelodus och familjen Pimelodidae. Inga underarter finns listade i Catalogue of Life.